# Waldemar Przytuła
Waldemar Przytuła (ur. 28 sierpnia 1964 w Jeleniej Górze, zm. 27 maja 2019) – polski piłkarz grający na pozycji obrońcy. Znany głównie z występów w GKS Jastrzębie i Odrze Wodzisław Śląski.